# Wereldduits

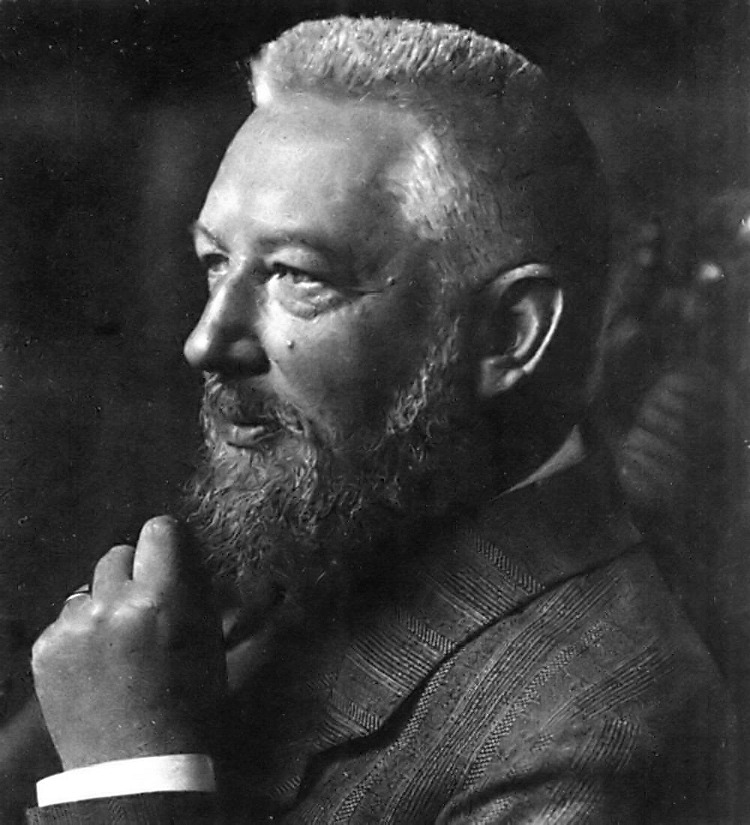
Wilhelm Ostwald

Het Wereldduits (Weltdeutsch) is een op basis van het Duits ontworpen kunsttaal. Deze taal moest op cultuuroverstijgend niveau gebruikt worden en dienen als lingua franca, bijvoorbeeld binnen de Duitse koloniën (hiervoor werd later een andere kunsttaal ontworpen, het Koloniaal Duits).

## Geschiedenis
In 1915 stelde de Duitse taalkundige Wilhelm Ostwald, die tevens veel had bijgedragen aan de ontwikkeling van het Esperanto en Ido, een vereenvoudigd model voor de Duitse taal voor "zonder alle weglaatbare onvolkomenheden die het aanleren van de taal zo moeilijk maken". Concreet betekende dit het toelaten van niet meer dan één lidwoord (de) en het weglaten van enkele overbodige klanken zoals ä, ö en ü en de digrafen ch en sch. Meer details zijn niet bekend, en Ostwald heeft zijn plannen nooit verder uitgewerkt. Opmerkelijk is verder dat hij zich een paar jaar eerder juist tégen het gebruik van een standaardtaal als lingua franca had uitgesproken.
In hetzelfde jaar kwam Adalbert Baumann met een soortgelijke oplossing. Het Wede zou zowel op het Engels als op het Duits gebaseerd kunnen zijn, maar gezien het feit dat in dezelfde tijd de positie van Groot-Brittannië als wereldmacht als gevolg van de Eerste Wereldoorlog aan het afkalven was terwijl het Duitse Rijk als gevolg van aanvankelijke militaire successen juist een opkomende wereldmacht leek, achtte Baumann de Duitse taal "superieur aan de Engelse en daarom beter geschikt als wereldtaal". Op basis van dit idee werd een kunsttaal gevormd met behulp van elementen uit het Middelhoogduits en enkele Duitse dialecten. In 1916 verscheen de eerste versie, die later nog verder werd vereenvoudigd. Een adres in het Wede zag er als volgt uit: man (tut) suchen aine tüchtiche komi mit shöne handshrift. forzug: stenografi. oferten mit angabe fon alter an de adrese ....
Gezien het verdere verloop van de geschiedenis van de 20e eeuw is het begrijpelijk dat het Wede nooit ingang als wereldtaal heeft gevonden. Na het einde van de Eerste Wereldoorlog heeft Baumann zijn project bijgewerkt en in 1928 presenteerde hij zijn herziene versie van het Wede, het Oiropa Pitshn ("Pitshn" = pidgin).